# Звезда Персидского залива
«Звезда Персидского залива» (перс. پالایشگاه ستاره خلیج فارس‎; Сетареэ Халидже фарс) — нефтеперерабатывающий завод в Иране в городе Бендер-Аббас провинции Хормозган. Первая очередь запущена в 2017 году, вторая и третья очереди должны быть запущены к марту 2018 года. По данным иранских источников, запуск первой очереди позволит производить 12 млн литров бензина Евро-4 в сутки.
После полного ввода в эксплуатацию ожидается, что производство достигнет 36 млн литров бензина Евро-4 и Евро-5 в сутки, а также 4 млн литров сжиженного природного газа, 3 млн литров авиакеросина, 130 тонн серы. Планируется, что завод будет ежедневно перерабатывать 360 тысяч баррелей газового конденсата в сутки, который поступает из гигантского газового месторождения «Южный Парс».
Строительством завода занимается компания «Хатам аль-Анбия», которая является подразделением Корпуса стражей исламской революции.